# Gloomhaven: Die Pranken des Löwen
Gloomhaven: Die Pranken des Löwen ist ein kooperatives und kampagnengetriebenes Brettspiel des Spieleautors Isaac Childres für bis zu vier Personen. Das Spiel baut auf dem Spiel Gloomhaven aus dem Jahr 2017 auf und erschien 2020 bei Cephalofair Games in den Vereinigten Staaten. Später wurde es  international über verschiedene Spieleverlage übersetzt und vertrieben, in Deutschland erschien es bei Feuerland Spiele. 
Das Spiel wurde 2021 von der Jury des Kennerspiel des Jahres auf die Empfehlungsliste aufgenommen, beim Deutschen Spielepreis 2021 wurde das Spiel auf den zehnten Platz gewählt.

## Thema und Ausstattung
Wie Gloomhaven spielt auch Gloomhaven: Die Pranken des Löwen in einer Fantasy-Welt, in der die Spieler die Rolle von Söldnern übernehmen, die als „Die Pranken des Löwen“ Aufträge ausführen. In diesem Spiel werden sie beauftragt, das Verschwinden des Schmieds von Gloomhaven sowie weiterer Personen aufzuklären und die Vermissten zu finden. Jeder der Spieler verfügt über einen individuellen Charakter mit eigenen Spielwerten und Fähigkeiten, die sich ähnlich wie bei einem Charakter eines Pen-&-Paper-Rollenspiels während der Kampagne weiterentwickeln. Das Spiel selbst ist als Dungeon Crawler konzipiert, bei dem die Charaktere in den einzelnen Szenarien ihre Gegner besiegen müssen, um Erfahrung und Belohnungen zu bekommen.
Das Spielmaterial besteht aus:
- einer Spieleanleitung (Spieleleitfaden) und einem Regelglossar,
- einem Szenariohandbuch sowie einem ergänzenden Szenariobuch,
- einem Stadtplan und einem Aufkleberbogen,
- vier Spielfiguren (Miniaturen),
- vier Charakter-Tableaus,
- vier Charakter-Blöcken,
- 144 Charakter-Fertigkeitskarten,
- 20 Charakter-Markern
- vier Zählscheiben,
- 18 Initiative-Reihenfolge-Markern,
- vier Spieler-Referenzkarten,
- einer Elementtafel,
- sechs Elementmarkern,
- 97 Monster-Aufstellern,
- 24 Standfüßen,
- 108 Monster-Fertigkeitskarten,
- vier Monsterwerte-Hüllen,
- 16 Monsterwerte-Karten,
- 22 Ereigniskarten,
- 60 Zustandsmarkern,
- 179 Angriffsmodifikator-Karten,
- 52 Gegenstandskarten,
- 32 Kampfzielen,
- drei Kartentrennern,
- zwölf Fallenauflegern,
- acht Aktivierungsmarkern,
- 50 Schadensmarkern,
- 16 Zerstörungsmarkern,
- vier Schatzauflegern und
- 25 Münzmarkern.

## Spielweise
Das Spiel Gloomhaven: Die Pranken des Löwen ist ein Kampagnenspiel, das über insgesamt 25 Szenarien gespielt wird. Über die Szenarien entwickeln sich die Charaktere und ihre Fähigkeiten, wobei die Grundregeln beibehalten und erweitert werden. 

### Spielvorbereitung
Zu Beginn des Spiels wählt jeder Mitspieler einen Charakter, den er über die Gesamtkampagne behält. In dem Spiel stehen den Spielern die folgenden Charaktere zur Verfügung: ein Axtwerfer, eine Sprengmeisterin, ein Rotgardist und eine Leerehüterin mit jeweils individuellen Schwerpunkten und Eigenschaften. Jeder Spieler bekommt die entsprechende Miniatur seines Charakters sowie weiteres Material mit den spezifischen Aktionskarten dieses Charakters. Dabei hat jeder Charakter eine Charakterbeschreibung mit Charakter-Tableau, eine Drehscheibe für die Trefferpunkte, einen Initiative-Reihenfolge-Marker, ein Deck kleiner Kampfkarten, ein Deck großer Fertigkeitskarten mit einer Referenzkarte, einen Charakterblock und ein Set von Charaktermarkern. Für die Startszenarien stehen den Spielern dabei nur eine begrenzte Anzahl von Karten zur Verfügung, weitere kommen mit jedem Szenario hinzu.
Nachdem alle Mitspieler ihre Charaktere vorbereitet haben, wird das erste Szenarium entsprechend dem Kampagnenhandbuch aufgebaut. Das Buch mit der darin abgedruckten Karte aus sechseckigen Feldern wird in die Tischmitte gelegt, jeder Mitspieler platziert seine Miniatur auf einem der Startfelder und die Angreifer, hier Räuber-Ratzlinge, werden auf die markierten Felder gestellt. Auch die Angreifer bekommen ein Deck kleiner Kampfkarten und einen Initiative-Reihenfolge-Marker, im ersten Szenario jedoch noch keine Aktionskarten.

### Spielgeschehen
In den jeweiligen Szenarien versuchen die Mitspieler, die ihnen gestellten Aufgaben zu erfüllen und dabei auftauchende Gegner zu töten. Für diese Aktivitäten stehen ihnen verschiedene Aktionen zur Verfügung, die über die Aktionskarten gesteuert werden. Dabei können sich Charaktere etwa bewegen, Nah- und Fernkampfaktionen ausführen oder auch heilen bzw. Zaubersprüche wirken und damit Gegner und Mitspieler stärken oder schwächen.
Jedes Szenario wird von einem Prolog eingeleitet und in mehreren Runden gespielt und endet entweder, wenn die Charaktere ihre Aufgaben erfüllt haben, oder, wenn sie das Szenario verlieren. Jede Runde ist in vier Phasen aufgeteilt:
- Kartenauswahl: Die Spieler wählen aus dem Aktionsdeck ihres Charakters zwei Karten aus, die sie in der Runde benutzen wollen.
- Feststellung der Initiative: Über die ausgewählten Karten wird die Initiative, also die Reihenfolge der Züge, ermittelt und über die Initiative-Reihenfolge-Marker festgelegt.
- Aktionensphase mit Charakter- und Monsterzüge: In der Aktionsphase spielen die Mitspieler ihre vorher ausgewählten Karten und führen jeweils zwei Aktionen aus. Zudem führen auch die Gegner ihre Aktionen entsprechend der Szenariobeschreibung aus. Alle Angriffe werden den Regeln entsprechend mit Angriffsmodifikatoren durch das Angriffsdeck beeinflusst, zudem können Vor- und Nachteile zum Einsatz kommen.
- Rundenende: Beim Rundenende werden alle Effekte und Belohnungen aus dem vorhergehenden Kampf durchgeführt.

Haben die Spieler nach mehreren Runden ihre Ziele erreicht, bekommen sie entsprechende Belohnungen. Dabei können sie beispielsweise Aufkleber auf den Stadtplan kleben und erhalten Erfahrungspunkte, Gold und Gegenstände, mit denen sie ihre Fähigkeiten verbessern können. Sie verlieren ein Szenario, wenn alle Charaktere durch Treffer der Gegner erschöpft sind oder wenn ihnen keine Aktionen mehr zur Verfügung stehen.

## Entwicklung und Rezeption
Das Spiel Gloomhaven: Die Pranken des Löwen wurde von dem amerikanischen Spieleautor Isaac Childres entwickelt und erschien 2020 in einer ersten englischsprachigen Auflage des Verlags Cephalofair Games. In der Folge erschienen international Versionen des Spiels bei verschiedenen Verlagen, darunter ebenfalls 2020 eine deutschsprachige Version bei Feuerland Spiele sowie Versionen auf Spanisch, Italienisch und Chinesisch bei Asmodee, auf Russisch bei Hobby World, auf Polnisch bei Albi Polska, auf Koreanisch bei Korea Boardgames.
2020 wurde Gloomhaven: Die Pranken des Löwen mit dem dänischen Spielepreis Guldbrikken als Expertenspiel des Jahres ausgezeichnet. 2021 nahm es die Jury des Kennerspiel des Jahres auf ihre Empfehlungsliste und beschreibt das Spiel als „äußerst gelungene Einführung, die in fünf Startmissionen mit anwachsender Regelkomplexität die Spieler:innen an die Hand nimmt und auf das volle Erlebnis vorbereitet.“ Beim Deutschen Spielepreis 2021 wurde es auf den 10. Platz der beliebtesten Spiele des Jahres gewählt. Der Spielekritiker Udo Bartsch beschreibt es als „reizvoll“; nach seiner Darstellung „bietet [das Spiel] epische und anspruchsvolle Kämpfe, eine Charakterentwicklung, die neugierig macht, auf das was noch kommt, viel Fantasyatmosphäre und dazu ein bisschen Deckbau und Legacy.“

## Belege
1. 1 2 3 4 5 6 7  Regelbuch (Memento des Originals vom 26. Januar 2022 im Internet Archive)  Info: Der Archivlink wurde automatisch eingesetzt und noch nicht geprüft. Bitte prüfe Original- und Archivlink gemäß Anleitung und entferne dann diesen Hinweis. Gloomhaven: Die Pranken des Löwen, Feuerland Spiele 2020
2. ↑  Versionen von Gloomhaven: Die Pranken des Löwen in der Spieledatenbank BoardGameGeek (englisch); abgerufen am 24. Januar 2022.
3. ↑  Gloomhaven: Die Pranken des Löwen auf spiel-des-jahres.de; abgerufen am 26. Januar 2022.
4. ↑  Deutscher Spielepreis: Preisträger (Memento des Originals vom 3. November 2020 im Internet Archive)  Info: Der Archivlink wurde automatisch eingesetzt und noch nicht geprüft. Bitte prüfe Original- und Archivlink gemäß Anleitung und entferne dann diesen Hinweis. auf spiel-messe.com; abgerufen am 26. Januar 2022.
5. ↑  Udo Bartsch Gloomhaven – Die Pranken des Löwen, Rezension auf rezensionen-fuer-millionen.blogspot.com, 6. März 2021; abgerufen am 26. Januar 2022.